# 西南白山茶
西南白山茶（学名：Camellia pitardii var. alba）是山茶科山茶属西南红山茶（C. pitardii）的变种。属中国原产的植物（非从国外引种）。